# Populous (computerspel)
Populous is een computerspel ontwikkeld door Bullfrog Productions en gepubliceerd door Electronic Arts. Het spel verscheen voor het eerst in 1989 voor de Amiga en werd door velen beschouwd als de eerste god game.

## Spel
De speler neemt de rol aan van een god die zijn volgers moet leiden door middel van bevelen, manipulatie en goddelijke interventies, met als doel het vernietigen van de volgers van een rivaliserende godheid.
Het spel maakt gebruik van een isometrisch perspectief en bestaat uit meer dan 500 levels. Elk level bestaat uit een stuk land met daarop zowel jouw volgers als die van de rivaliserende god. Het doel van het level is zowel de volgers van de speler laten toenemen in aantal als de volgers van de tegenstander te vernietigen.
Het spel is ontworpen door Peter Molyneux en verder ontwikkeld door Bullfrog Productions. Bullfrog maakte tevens gebruik van een prototype bestaande uit Lego, dat ze aan de pers toonde als concept voor hun spel.

### Uitbreidingen
Het spel werd tijdens de uitgave ondersteund met meerdere uitbreidingssets, waaronder Populous: Accolades en Populous: The Final Frontier. Het is tevens het eerste spel in de Populous-serie, gevolgd door Populous II: Trials of the Olympian Gods en Populous: The Beginning.

## Ontvangst
Het spel werd uitermate positief onthaald door de pers die het prees vanwege de computergraphics, het ontwerp en de muziek. Het werd genomineerd voor meerdere prijzen, waaronder spel van het jaar door meerdere gaming-tijdschriften.

## Trivia
- Het spel is opgenomen in het boek 1001 Video Games You Must Play Before You Die van Tony Mott.